# Gebrayelichthyidae
I Gebrayelichthyidae sono una famiglia di pesci ossei estinti, appartenenti ai picnodonti. Questa famiglia è endemica dei depositi marini dell'inizio del Cretaceo superiore (Cenomaniano) in Libano. 

## Descrizione
Questi pesci presentano un corpo estremamente alto rispetto alla lunghezza, dovuto alla combinazione di un corpo molto corto, un corno nucale allungato e un cleitro gigantesco che forma una lunga chiglia ventrale.
I Gebrayelichthyidae presentano un cranio con caratteristiche tipiche dei Pycnodontiformes. Il mesetmoide è lungo e massiccio, includendo gli etmoidi laterali. Il dermosupraoccipitale è presente, così come un parasfenoide allungato e privo di denti. L’osso dermoiomandibolare è fuso con lo iomandibolare. L’opercolo è ridotto, mentre subopercolo e interopercolo sono assenti. Il preopercolo è ipertrofico e articolato con il dermoiomandibolare. Il premascellare presenta un lungo ramo sinfisiale, mentre il mascellare è privo di denti e non è accompagnato da un supramascellare. La mandibola è ridotta al solo ramo ventrale. I denti sono incisiformi e non sono presenti tessere ossee nel cranio. Un'altra caratteristica distintiva è la presenza di un osso postcelomico.

## Classificazione
La famiglia Gebrayelichthyidae è stata istituita nel 2004 per comprendere il genere Gebrayelichthys, con due specie note: G. uyenoi e G. vexillarius. Nel 2014 è stato descritto un secondo genere monospecifico, Maraldichthys verticalis.
All'interno dell'ordine Pycnodontiformes, i Gebrayelichthyidae sono strettamente imparentati con le famiglie Coccodontidae e Gladiopycnodontidae, con cui condividono numerose caratteristiche specializzate. Questi tre gruppi vengono pertanto classificati nella superfamiglia Coccodontoidea.
Le famiglie di questa superfamiglia condividono un corpo fusiforme privo di apici dorsali e ventrali, una cintura pettorale strettamente associata al cranio che forma una sorta di cefalotorace, un cleitro enormemente ipertrofico, una pinna anale con base corta e un asse vertebrale ridotto.
All'interno della Coccodontoidea, i Gebrayelichthyidae sono più strettamente imparentati con i Gladiopycnodontidae. Entrambe le famiglie possiedono un lungo corno nucale, una mascella superiore che si estende oltre il livello della mandibola, un ampio processo posteriore sul cleitro e un corpo interamente ricoperto di scaglie. Queste ultime caratteristiche sono invece assenti nei Coccodontidae, che si differenziano per altri adattamenti morfologici.

## Distribuzione e habitat
I fossili dei Gebrayelichthyidae provengono dai depositi marini del Cenomaniano del Libano, una regione nota per la sua straordinaria conservazione dei pesci fossili. L’evoluzione di questa famiglia è strettamente legata agli ambienti marini poco profondi del Cretaceo superiore, dove questi pesci hanno sviluppato strutture uniche per la loro particolare nicchia ecologica.